# Ordine al merito patriottico (Burundi)
L'Ordine al merito patriottico è un'onorificenza del Burundi. È stato istituito nel 1982 dal presidente della repubblica in carica, il colonnello Jean-Baptiste Bagaza. Può essere concesso a membri delle Forze Armate per atti di coraggio e per servizio distinto e a civili per atti di eroismo che hanno permesso di salvare vite umane o per altri atti significativi compiuti nell'interesse pubblico del Burundi.
L'ordine è composto da quattro classi: cavaliere, ufficiale, commendatore e grand'ufficiale. Oltre a queste classi vi sono tre medaglie: medaglia d'oro al merito patriottico, medaglia d'argento e medaglia di bronzo. L'insegna è costituita da una stella raggiata a sei punte che porta al centro lo stemma del Burundi, smaltato di bianco e rosso; nelle medaglie d'oro, d'argento e bronzo lo stemma non è smaltato. Il nastro è rosso con strisce bianche e verdi ai bordi.